# Поліцентризм (антропогенез)

Графік ілюструє гіпотезу прихильників мультирегіонального походження сучасної людини. Горизонтальні лінії відзеркалюють обмін генами

Поліцентрична концепція або гіпотеза мультирегіонального походження неоантропа (ГМПЛ) — гіпотеза паралельної еволюції палеоантропів (або навіть архантропів) до неоантропів на різних континентах Старого Світу. Сучасні великі раси людини виводяться при цьому від різних видів палеоантропів (або навіть архантропів).
Прихильники гіпотези звертають увагу на такі факти:
1. Широке розселення представників кожної стадії антропогенезу в Старому Світі і диференціація місцевих форм (підвидів) в різних регіонах Європи, Азії та Африки;
2. Наявність у представників древніх територіальних груп специфічних особливостей будови, які в деяких випадках простежуються в даному регіоні від стадії архантропа до неоантропа (наприклад, вже у синантропів в Південно-Східній Азії була виражена особлива «лопатоподібна» форма верхніх різців, яка характерна і для представників сучасної монголоїдної раси);
3. Часта зустрічальність явищ паралельної  еволюції, добре аргументована фактами щодо філогенезу різних груп організмів;
4. Рівномірний і паралельний розвиток культури (по  археологічних даних) на всій території Старого Світу; при цьому не спостерігалося різких і раптових змін культури, які слід було б очікувати при витісненні, наприклад, класичних  неандертальців кроманьйонцями, які прийшли в  Західну Європу, навпаки, повсюдно середньопалеолітичні культури поступово перетворюються в верхньопалеолітичні.

## Критика гіпотези
Згідно з сучасними науковими даними, людство являє собою один вид і ГМПЛ — помилкова гіпотеза вже у своєму формулюванні: мультирегіональне походження  виду — явище в тваринному світі практично неможливе. Філетична еволюція всіх угруповань підвидів одного виду в різних популяціях — це зміна виду, але не його походження.
Сучасний вид, що з'явився в одній лише африканській популяції і, попередньо знищивши інші види Homo, вийшов з Африки приблизно 1,8 млн років тому і згодом розселився безліччю популяцій на схід до Південно-Східної Азії. Деякі дивергентно відокремлені популяції, такі як «хоббіти» (Homo floresiensis) острова Флорес або всім відомі неандертальці, які пішли в Європу, втратили генетичний зв'язок і утворили нові види. (Тут треба відзначити, що і «хоббіти» з неандертальцями не були одним видом, що утворився мультирегіонально. Точно таким же чином осел та зебра, які «мультирегіонально» вийшли з однієї предкової форми коней, не належать до одного виду.) В цілому ж африкано-азійський ареал зберігав видову цілісність і широким фронтом йшов шляхом антропосоціогенезу. Таким чином, сучасний вид — це в своєму роді реліктовий вид, який змінювався філетично протягом 1,8 млн років, проходячи стадії-підвиди, відомі як Homo ergaster, Homo erectus (в свою чергу еректусів ділять на африканських і азійських пітекантропів), Homo antecessor (ізольована частина яких стала неандертальцями) і Homo sapiens. Здебільшого це було продовженням вже наміченого раніше педоморфозу і збільшення ролі соціальних чинників. 60-50 тис. років тому в західній частині африкано-азійського ареалу (не обов'язково в Африці) з'явилося людське суспільство (мова, харчове і статевий табу), яке стало розселятися по всій планеті, поглинувши (витіснивши, знищивши, асимілювавши або піддавши соціальної індукції) перед-суспільства власного виду і знищивши або перегравши в конкурентній боротьбі представників інших видів, з якими — за визначенням виду — не було репродуктивного потомства.